# علي أباد (نارستان)
علي أباد (بالإنجليزية: Aliabad, Aqda)‏ هي منطقة سكنية تقع في إيران في يزد.